# Південні Егейські острови
Південні Егейські острови (грец. Περιφέρεια Νοτίου Αιγαίου) — периферія в східній частині республіки Греція, що складається з декількох островів. Столиця — місто Ермуполіс.
За адміністративним поділом 1997 року, включала номи: Кіклади і Додеканес. Від 1 січня 2011 року поділена на 12 децентралізованих периферійних одиниць.